# Cathédrale de l'Annonciation de Pavlodar
Pour les articles homonymes, voir Cathédrale de l'Annonciation.
La cathédrale de l'Annonciation est une cathédrale orthodoxe de Pavlodar, au Kazakhstan.